# Virgem da Esperança de Macarena

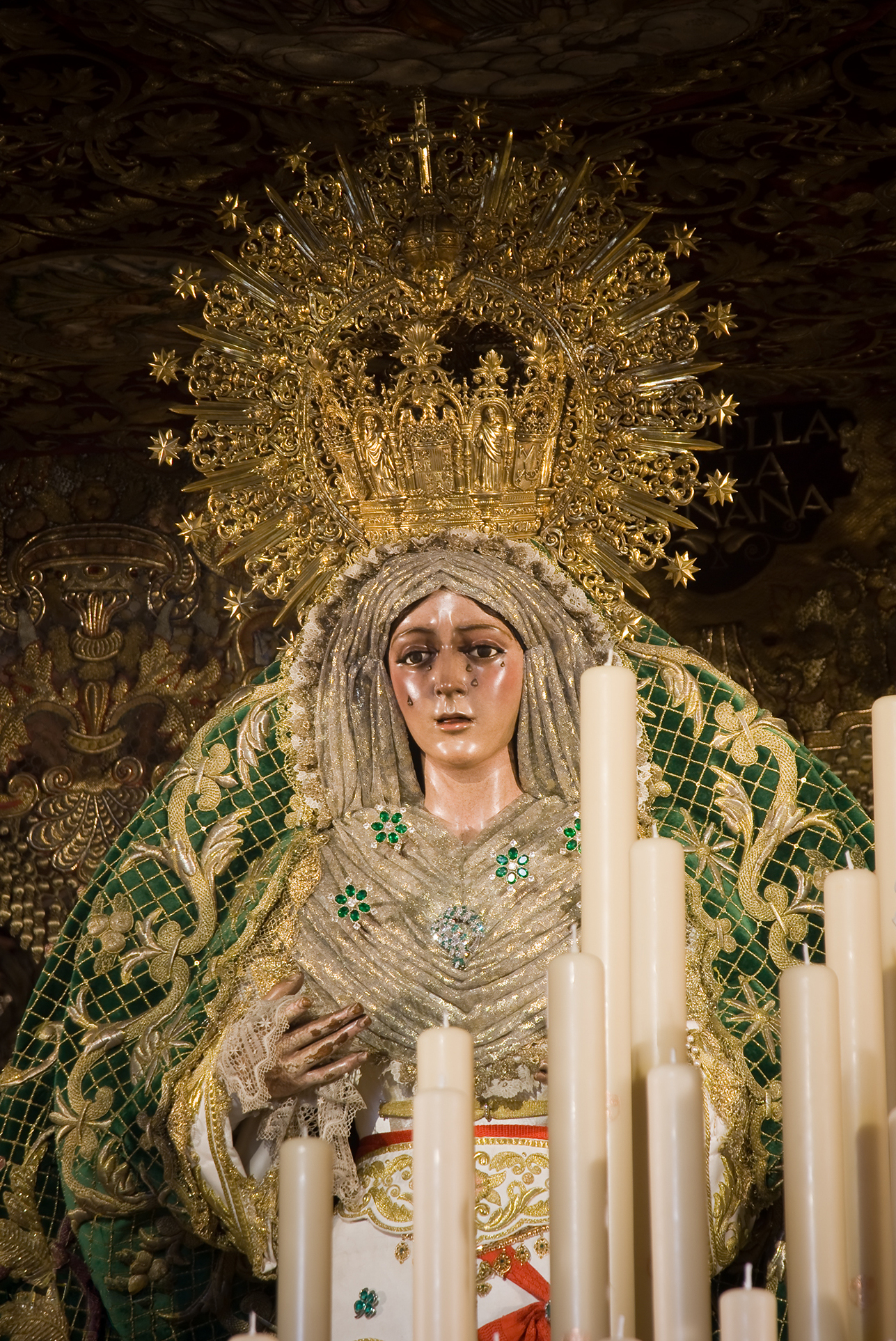
Estátua em Sevilha

Macarena é um dos aspectos da virgem Maria, encontrado na Andaluzia, Espanha. É também o título dado à Nuestra Señora de la Esperanza, em Sevilha, que é considerada a padroeira dos ciganos. Ainda na Andaluzia, um nome comum entre as mulheres.